# لوگان پاول
لوگان الکساندر پاول (انگلیسی: Logan Alexander Paul؛ زاده ۱ آوریل ۱۹۹۵) یوتیوبر، کشتی‌گیر حرفه‌ای، محتوا ساز سرگرمی در شبکه‌های اجتماعی، رپر، خواننده، بازیگر، کمدین، بوکسور و ترانه‌سرا آمریکایی است. او پس از اشتراک گذاری کلیپ‌های کوتاه در سرویس اینترنتی واین به شهرت رسید. او در این ویدئوها، کمدی فیزیکی مانند اسلپ‌استیک و پاباز اجرا می‌کرد. او همچنین با دبلیودبلیوئی نیز قرارداد داشته و در برند اسمک‌داون فعالیت می‌کند و قهرمان کنونی کمربند ایالات متحده این شرکت است.

## آغاز زندگی
لوگان الکساندر پاول درخ ۱ آوریل ۱۹۹۵ در وست‌لیک، اوهایو زاده شد. والدین او گرگوری آلن پاول و پاملا آن پاول هستند. او به همراه برادرش، جیک پاول بزرگ شد و از ۱۰ سالگی شروع به ایجاد ویدئوهای اینترنتی برای یک کانال یوتیوب به نام زوش کرد.
در زمانی که او برای حضور در کالج آماده می‌شد، کانال یوتیوب او طرفداران متوسطی داشت. او تا پیش از ترک دانشگاه اوهایو در سال ۲۰۱۴ در این دانشگاه مشغول به تحصیل بود. اما پس از آن برای تبدیل شدن به یک محتواساز حرفه‌ای در شبکه‌های اجتماعی در لس آنجلس، همراه با دیگر ستارگان واین به یک مجتمع آپارتمانی در آن شهر نقل مکان کرد.

## حرفه

### ویدئوهای شبکه‌های اجتماعی
در ابتدا، پاول در سرویس اشتراک گذاری واین به شهرت رسید. در فوریه ۲۰۱۴ او بیش ۳/۱ میلیون دنبال کننده در شبکه‌های اجتماعی داشت.
در آوریل ۲۰۱۴ او ۱۰۵٬۰۰۰ دنبال کننده در توییتر، ۳۶۱٬۰۰۰ دنبال کننده در اینستاگرام، ۳۱٫۰۰۰ لایک در صفحه فیسبوک، حدود ۱۵۰٫۰۰۰ مشترک در یوتیوب رسید. کانال یوتبوب او تلفیقی از ویدیوهایش در واین بود و بیش از چهار میلیون بازدید کننده در هفته اول داشت.
در سال ۲۰۱۵ او رتبه دهم بانفوذترین شخصیت در شبکه اجتماعی واین را کسب کرد و صدها هزار دلار درآمد از تبلیغات داشت. در ماه اکتبر ویدئوهای فیسبوک او به ۳۰۰ میلیون بازدید رسید.
در ژوئن ۲۰۱۷ او بیش از ۳۸/۸ میلیون دنبال کننده در شبکه‌های اجتماعی داشت. ۱/۸ میلیون دنبال کننده در توییتر، ۱۲٫۳ میلیون دنبال کننده در اینستاگرام و بیش از ۹٫۲ میلیون مشترک در یوتیوب داشت. هم‌اکنون او ۲۱ میلیون مشترک در یوتیوب دارد.

### فیلم و تلویزیون

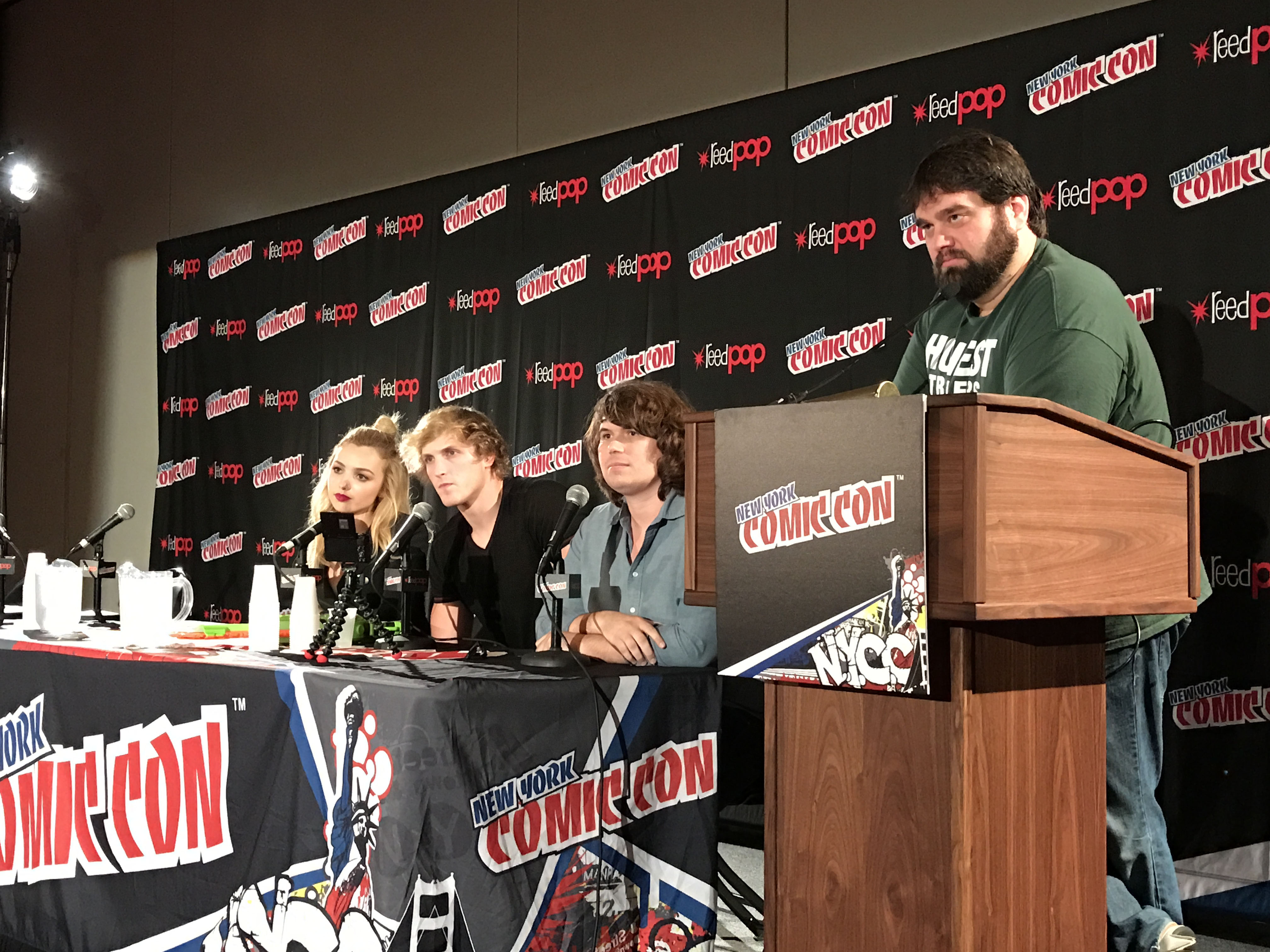
پاول در فرش قرمز فیلم کم کردن در New York Comic Con سال ۲۰۱۶

او به عنوان بازیگر مهمان در سریال نظم و قانون: واحد قربانیان ویژه و سریال کمدی لنسرهای عجیب ایفای نقش کرده‌است. همچنین او به عنوان نقش اصلی در فیلم اینترنتی کم‌کردن در یوتیوب پریمیوم و فیلم کمدی فاز هواپیما بازی کرده‌است.

### کشتی حرفه‌ای
او وقتی با دبلیودبلیوئی قرار داد بست در یک ویدیو گفت که در سامر اسلم به حساب د میز می‌رسد و آن مسابقه را برد. چندی بعد در ظهورهای پراکنده با دمیز تیم شد و در رسلمانیا ۳۸ در مقابل ری میستریو و دامینیک میستریو قرار گرفت و برد. در یکی از مصابحه با رومن رینز او را به مسابقه در کرون جول سر کمربندان دبلیو دبلیو ای و یونیورسال دعوت کرد ولی باخت. او در رویال رامبل (۲۰۲۳) نیز شرکت کرد ولی برنده نشد. در الیمینیشن چیمبر (۲۰۲۳) او هنگام مسابقه ست رالینز و استین تیموری که نفرات باقی مانده بودند شرکت کرد و مانع برد رالینز شد.
او در کراون جول ۲۰۲۳ و با شکست دادن ری میستریو موفق شد قهرمان کمربند ایالات متحده شود. او در رویال رامبل نیز از کمربند خود مقابل کوین اونز دفاع کرد و در مسابقه الیمینیشن چمبر مردان در رویدادی به همین نام در سال ۲۰۲۴ نیز حضور داشت. او توسط رندی اورتن حذف شد. اما در پایان مسابقه با حمله به اورتن باعث شد که او نتواند برنده مسابقه شود.

## زندگی شخصی
در اکتبر ۲۰۱۵ پاول در همان مجتمع آپارتمانی در هالیوود و وین در هالیوود، کالیفرنیا با سایر افراد مشهور رسانه‌های اجتماعی از جمله آماندا سرنی، خوانپا زوریتا و کینگ بچ به همراه هم اتاقی‌های خود، مارک دونر و ایوان اکنرود زندگی کرد. این نزدیکی همکاری‌های مختلفی را در فیلم‌های مختلف ایجاد کرد. در اکتبر ۲۰۱۷ پاول و اکنرود به یک املاک در انسینو، لس‌آنجلس نقل مکان کردند.
در ژوئیه ۲۰۱۸ کلویی بنت و لوگان پاول تأیید کردند که با هم در رابطه هستند. آن‌ها در سپتامبر ۲۰۱۸ از هم جدا شدند. پاول هم‌اکنون در هالیوود کالیفرنیا به تولید محتوا و سرگرمی می‌پردازد. برادرش، جیک پاول، نیز در برخی از ویدئوهای او حضور دارد.

## جنجال خودکشی جنگل
لوگان پاول پس از انتشار یک ولاگ در جنگل آئوکیگاهارا واقع در ژاپن مورد انتقاد شدید قرار گرفت. او در میانه راه با جسد یک مرد ژاپنی که خودکشی کرده برخورد و سپس با آن شوخی کرد. این دست‌اندازی موجب شد تا بسیاری این حرکت را بی‌احترامی به جسد و تنفرآمیز بدانند و برخی رفتار او را نقض حریم خصوصی قربانی خودکشی تفسیر کردند.
پس از بالا گرفتن انتقادات نسب به وی، لوگان پاول در ویدئویی عذرخواهی کرد و گفت قصد اطلاع‌رسانی در مورد خودکشی داشته اما خودش را بدون خطا نمی‌داند. چون «او هم آدمیزاد است.» او در ادامه گفت: «من شرمنده و سرافکنده هستم و از کاری که کردم خجالت زده‌ام.».
بعد از مدتی یوتیوب اقدام به قطع ارتباطات تجاری با پاول کرد و کانال وی را از یوتیوب‌رد حذف نمود و گفت او برای بازی در فصل چهارم سریال Foursome حضور نخواهد داشت. یوتیوب اظهار کرد خودکشی یک موضوع مهم است و نباید موجب تمسخر قرار گیرد. یوتیوب گفت در آینده تلاش می‌کند تا از تکرار ویدئوهای مشابه جلوگیری کند.

## مبارزه بوکس با KSI

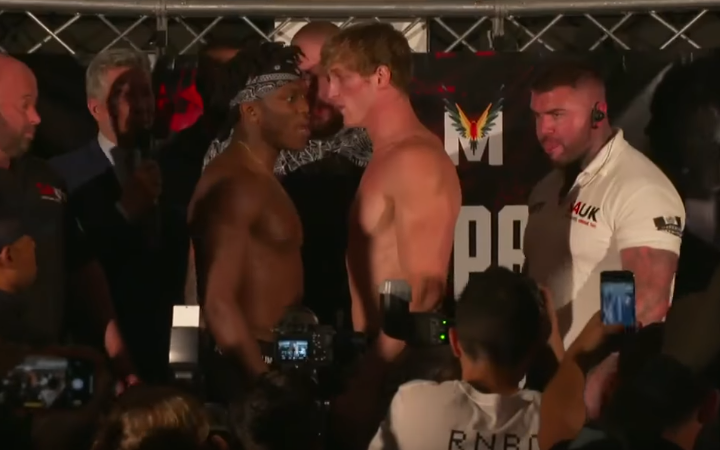
رویارویی لوگان و KSI قبل از مسابقه

در ۳ فوریه ۲۰۱۸ در پی مسابقه جو ولر با کی‌اس‌آی کی‌اس‌آی پاول را به چالش دعوت کرد. در ۲۴ فوریه ۲۰۱۸ اعلام شد که پاول و برادرش جیک در دو مسابقه همزمان با KSI و برادر کوچکترش Deji مسابقه می‌دهند.

### لوگان پاول در مقابل کی‌اس‌آی
در نخستین مبارزه، KSI در مقابل لوگان پاول قرار گرفت و به دلیل مساوی بودن امتیازهای دو بازیکن، بازی به صورت تساوی به پایان رسید. این مبارزه به عنوان بزرگ‌ترین رویداد در تاریخ یوتیوب و بزرگ‌ترین مبارزه بوکس آماتور تاکنون شناخته می‌شود. و بیش از ۲۱٬۰۰۰ بلیت برای این مبارزه فروخته شد در پخش زنده این مسابقه به درآمد ۲/۷ میلیون پوند (۳۵/۵ میلیون دلار آمریکا) رسید. و بیش از ۲٫۲۵ میلیون بیننده زنده داشت. در حین مبارزه، ۱/۲ میلیون بازدید کننده به صورت غیرقانونی در توییچ این مبارزه را تماشا کردند. این مسابقه سرانجام بیش از ۱۷ میلیون بازدید آنلاین در کانال رسمی یوتیوب تا تاریخ ۱۸ سپتامبر ۲۰۱۸ داشته‌است.

### لوگان پاول در مقابل کی‌اس‌آی ۲
در ۳ سپتامبر ۲۰۱۹ مبارزه برگشتی بین این دو اعلام شد. این مبارزه در ۹ نوامبر ۲۰۱۹ در ورزشگاه استیپلز سنتر در لس آنجلس رخ داد. برخلاف نخستین مبارزه، این مسابقه یک مبارزه حرفه‌ای بود و دو مبارز کلاه ایمنی بر سر نداشتند.
پس از شش دور سه دقیقه‌ای، دو داور مسابقه، امتیاز ۵۷–۵۴ و ۵۶–۵۵ برای KSI اعلام کردند. در حالی که داور سوم آن را ۵۶–۵۵ به نفع لوگان پاول اعلام کرد. در نتیجه KSI برنده این مبارزه شد. لوگان و KSI پس از مبارزه به یکدیگر دست دادند و هر دو به یکدیگر ادای احترام کردند.
پس از باخت، لوگان پاول از برگزاری سومین مبارزه اعلام حمایت کرد. اما KSI هرگونه برگزاری سومین مبارزه با لوگان پاول را رد کرد و گفت: «این کار برای من تمام شده‌است. من به سوی هدف بعدی حرکت می‌کنم.»

## سلامتی
لوگان پاول به کورنگی مبتلا است به طوری که نمی‌تواند رنگ‌های قرمز و سبز را ببیند در فوریه سال ۲۰۱۹ پاول ادعا کرد در یک بازی فوتبال در دبیرستان دچار ضربه مغزی شده‌است. به گفته خودش این ضربه بر توانایی وی در همدلی و ارتباط انسانی با دیگران تأثیر گذاشته است.
پاول در هنگام فیلمبرداری برای کانال Vine خود، تلاش کرد تا یک شیرین‌کاری را که بر روی یک صندلی به صورت نشسته انجام دهد. اما به بخشی از بیضه راست خود آسیب رساند.

## کلاه‌برداری
لوگان پال از سال ۲۰۲۱ شروع به تبلیغ پول الکترونیکی کرد. در نوامبر ۲۰۲۴ لوگان پال با سوالات جدیدی درباره معاملات پول الکترونیکی خود مواجه شد. او با شکایتی چند میلیون دلاری درباره پروژه شکست‌خورده‌ای به نام کریپتو زو مواجه است. اما هرگونه تخلف را انکار می‌کند.
او سرمایه‌گذاری‌های پول الکترونیکی را تبلیغ کرده، بدون اینکه اعلام کند منافع مالی در آنها دارد. گمان می‌رود او با نفوذ بر دنبال‌کنندگان خود باعث افزایش غیر واقعی ارزش این سرمایه‌گذاری‌ها شده است که پس از مدت کوتاهی به شدت افت کرده و باعث از دست رفتن سرمایه خریداران آنها شده باشد.

## فیلم‌شناسی
| سال  | فیلم                  | عنوان      | یادداشت     |
| ---- | --------------------- | ---------- | ----------- |
| ۲۰۱۴ | رنگین کمان مرد        | کارل       | فیلم کوتاه  |
| ۲۰۱۶ | اره برقی              | کریگ       | فیلم کوتاه  |
| ۲۰۱۶ | نازک شدن              | بلیک ردینگ |             |
| ۲۰۱۷ | فضای بین ما           | راجر       |             |
| ۲۰۱۷ | خرافه: این قانون از ۳ | پرستون     | پس از تولید |
| ۲۰۱۷ | از کجا پول؟           | ادی        | پس از تولید |
| ۲۰۱۷ | مرتبط                 | لوگان      | پس از تولید |
| ۲۰۱۷ | فاز هواپیما           | —          | پس از تولید |
| ۲۰۱۸ | Undying               | —          | پس از تولید |
| ۲۰۱۸ | ولی دختر بچه          | میکی       | فیلمبرداری  |

| سال  | فیلم                              | عنوان         | یادداشت                                                    |
| ---- | --------------------------------- | ------------- | ---------------------------------------------------------- |
| ۲۰۱۵ | Law & Order: Special Victims Unit | رایان         | قسمت: "ارعاب بازی"                                         |
| ۲۰۱۵ | Weird Loners                      | لوگان دوقلوها | قسمت: "خلبان"                                              |
| ۲۰۱۶ | Stitchers                         | تئو Engelsen  | قسمت: "دو مرگ جیمی ب" و "The One That Got Away"            |
| ۲۰۱۶ | پیاده‌روی شوخی                     | خود           | قسمت: "پس شما فکر می‌کنید شما می‌توانید Middle School Dance" |
| ۲۰۱۶ | Bizaardvark                       | کرک           | قسمت: "اولین قانون خنجر"                                   |

| سال              | فیلم              | عنوان      | یادداشت            |
| ---------------- | ----------------- | ---------- | ------------------ |
| ۲۰۱۴             | آب و هوای بد فیلم | کارل       | قسمت: "رنگین کمان" |
| ۲۰۱۵–در حال حاضر | Logan Paul        | خود        |                    |
| ۲۰۱۶             | Logan Paul مقابل. | خود        |                    |
| ۲۰۱۶–در حال حاضر | چهارتایی          | الک Fixler | نقش اصلی           |

## ترانه‌شناسی

### تک‌آهنگ

#### به عنوان یک سرب هنرمند
| عنوان                                             | سال  | اوج نمودار موقعیت | اوج نمودار موقعیت |
| عنوان                                             | سال  | ما Bub.           | AUS               |
| ------------------------------------------------- | ---- | ----------------- | ----------------- |
| "به من کمک کند به شما کمک کند" (featuring چرا ما) | ۲۰۱۷ | ۵                 | ۹۰                |

#### به عنوان یک هنرمند برجسته
| عنوان                                              | سال  |
| -------------------------------------------------- | ---- |
| "شعر تابستان" (هفت دلار شامل لوگان پل و Desiigner) | ۲۰۱۷ |

### تک‌آهنگ‌های تبلیغاتی
| عنوان                        | سال  |
| ---------------------------- | ---- |
| "2016"                       | ۲۰۱۶ |
| "سقوط جیک پل" (شامل چرا ما)  | ۲۰۱۷ |
| "I Love You Bro" (با جیک پل) | ۲۰۱۷ |
| "افزایش Pauls" (شامل جیک پل) | ۲۰۱۷ |
| "قهرمان" (شامل زیرکون)       | ۲۰۱۷ |